# 친절한 마음과 화관
《친절한 마음과 화관》(Kind Hearts and Coronets) 은 1949년 개봉한 영국의 블랙 코미디 영화이다. 로버트 헤이머가 감독을 맡았다. 이 영화는 알렉 기네스가 1인 8역을 맡았서 더욱 유명하며, 영국 영화 연구소에서 선정한 100대 영화에서도 6위를 차지하였다.
영화의 제목은 "친절한 마음은 화관보다 중요하며, 신념은 혈통보다 중요하다"라는 속담에서 따왔다. 이 영화는 2011년, 영화 복원을 통해 재개봉되었다.

## 출연
- 밸러리 홉슨 (Valerie Hobson) - 이디스 대스코인 역
- 데니스 프라이스 (Dennis Price) - 루이 마치니 역
- 조운 그린우드 (Joan Greenwood) - 시벨라 홀우드 (라이어널과의 결혼 후에 시벨라 홀랜드) 역
- 알렉 기네스 (Alec Guinness) - 대스코인 가족 (젊은 애스코인, 젊은 헨리, 헨리 목사, 레이디 애거사, 허레이쇼 제독, 루퍼스 장군, 챌폰트 8대 공작 에설레드 & 은행장 애스코인 경) 역
- 휴 그리피스 (Hugh Griffith) - 왕실 집사장 역
- 클라이브 모턴 (Clive Morton) - 교도소장 역
- 마일스 맬리슨 (Miles Malleson) - 교수형 집행인 역
- 존 펜로즈 (John Penrose) - 라이어널 홀랜드 역
- 아서 로 (Arthur Lowe) - Tit-Bits 기자 역
- 페기 앤 클리퍼드 (Peggy Ann Clifford) - 모드 레드폴 역
- 바버라 리크 (Barbara Leake) - 학교 교장 역
- 존 살루 (John Salew) - Mr. 퍼킨스 역